# Epimecis funeraria
Epimecis funeraria är en fjärilsart som beskrevs av William Schaus 1927. Epimecis funeraria ingår i släktet Epimecis och familjen mätare. Inga underarter finns listade i Catalogue of Life.